# Алелопатия
Алелопатията е биологичен феномен, при който даден организъм произвежда един или повече биологично активни вещества, които влияят на растежа, оцеляването и/или възпроизводството на други организми. Тези химични съединения могат да бъдат отделяни както от живите му органи, при смъртта му или от гниещите му тъкани и да оказват върху целевите организми благотворно, но в повечето случаи вредно въздействие (съответно, позитивна и негативна алелопатия).
Алелопатията е характерна за някои растения, водорасли, бактерии, корали и гъби. Взаимодействията, основани на алелопатия, са важен фактор при определянето на разпространението на растителните видове и се смята, че играят роля за успешното разпространение на много инвазивни растения. Алелохимикалите с отрицателни алелопатични ефекти например са важна част от защитата на растенията срещу растителноядните животни.
Думата произлиза от гръцкото állēlos, което означава „един на друг“, и páthos – страдание, болест или силна чувствителност.
В последното столетие се появиха огромен брой публикации за алелопатията. От скоро тя е включена и в полезрението на устойчивото земеделие, което се означава като органично, алтернативно, възстановяващо, биодинамично, нискоразходно и запазващо ресурсите. В много части на света алелопатията се използва в земеделската практика при контрола на плевелите, системите за смесено отглеждане на култури, механизмите за кръговрат на веществата и земеделието с ниски вложения.